# ريكو روس
ريكو روكو (بالإنجليزية: Ricco Ross)‏ هو ممثل أمريكي من مواليد 16 أبريل 1960م، بدأ حياته الفنية عام 1982م، وهو متزوج وله ابن وابنة وهما رامي وآيشة، شارك في عدة أفلام سينمائية، ومنها فيلم اللاينز.

## وصلات خارجية
- ريكو روس على موقع IMDb (الإنجليزية)
- ريكو روس على موقع قاعدة بيانات الفيلم (الإنجليزية)
- الموقع الرسمي